# Ermita de Santa Àgueda i Santa Llúcia de Cabanes
L'Ermita de les Santes Àgueda i Llúcia és coneguda popularment com a Ermita de les Santes, i, com el seu nom indica, és una ermita que està dedicada a la devoció a aquestes dues santes. Es localitza en una vall que es coneix com la vall de la serra de les Santes, entre les muntanyes de La Masmudella i Les Calçades, envoltada de frondosos boscos i amb una font, d'apreciades aigües, en les seves proximitats.

## Ubicació
Aquesta serra de Les Santes es troba a la part més meridional del terme municipal de Cabenes (a la comarca de la Plana Alta), formant al seu torn la zona septentrional del Parc Natural del Desert de les Palmes, paratge natural del qual forma part. L'ermitori va ser construït a la capçalera del barranc de Ritxer a l'esquena del mont Bartolo.
Es pot accedir des de Cabanes a través de la CV-148, conegut com a Camí de les Foies; després aproximadament a cinc quilòmetres cal agafar una desviació a la dreta cap a l'anomenat Camí de les Santes. Es tracta aquest realment d'una pista practicable per a vehicles, al llarg de la qual hi ha diverses capelles, i que acaba en una esplanada que permet aparcar els vehicles que fins allà s'apropen.
Té altres accessos, des de La Pobla Tornesa, o des del mateix Desert de les Palmes, per dreceres menys transitades.

## Història
Segons explica la llegenda, al lloc on s'erigeix l'ermita, es va produir l'aparició de les santes Àgueda i Llúcia a un ermità, al qual li van encomanar la construcció de l'ermita.
De totes maneres, quan en 1243, Ponç de Torrella, bisbe-baró va concedir la carta de població a Cabanes, es va estipular que el barranc de Ritxer, que era molt abundant en aigües, seria per als nous habitants, deixant els molins i dos horts que retenia el bisbat de Tortosa que era el posseïdor del senyoriu. I va ser en aquest lloc on es va construir l'antiga ermita.
Així, entre 1340 i 1350 s'edifica l'ermita i pràcticament des del primer moment es du a terme un romiatge a aquesta, i quan, per l'esdevenir del temps l'ermita va quedar en ruïnes, la romeria es va traslladar a l'ermita de Santa Àgueda de Benicàssim.
Ja en el segle xvii (entre 1611 i 1617), per ordre del bisbe i llavors senyor territorial fra Pedro Manrique, es va dur a terme la seva reconstrucció i es va restablir el culte a les Santes i el seu romiatge, sent aquest el complex que coneixem en l'actualitat.
Santa Àgueda i Santa Llúcia són copatrones de Cabenes, al costat de la "Mare de Déu del Bon Succés" o "Mare de Déu de les Santes". Segons explica la tradició, a 1583, vivia a la Cabanes un notari anomenat Juan Gavaldà, casat amb Isabel Guasch, i pare d'un nen (Francesc), que estava malalt del cor, però que, per intercessió d'una imatge de la Verge del Rosari que a casa conservaven, es va curar miraculosament. Quan es va fer gran, Francesc va arribar a ser bisbe de Sogorb entre 1653 i 1660, i va donar a la parròquia de Cabanes la imatge familiar de la Verge, a la qual s'atribuïa la seva sanació, i per la seva reputació prodigiosa, es convertiria en patrona de la vila amb l'advocació del "Bon Succés". Això va fer que en 1678 se li construira una capella lateral a l'Ermita de les Santes, on se li segueix venerant, al costat de les titulars del temple.

## Descripció
El complex que forma l'ermitori és extens i disposa de molts i diversos edificis, com ara l'ermita, la casa-hostatgeria, o la casa de l'ermità. Tots aquests edificis estan construïts de paredat sense lluir i amb coberta de teules.
Davant de les edificacions es pot contemplar una font de pedra, així com una bassa per les aigües. El més significatiu del conjunt és, possiblement el pòrtic i la portada de pedra de l'accés lateral, d'estil toscà, que té sobre dues fornícules idèntiques, amb portes de fusta llaurada en arc de mig punt, per a les imatges de les santes. La façana acaba amb espadanya de pedra amb teulada i espai per a dues campanes. En la façana pot distingir-se una inscripció en la pedra: "A. 1617".
Es tracta d'una ermita d'una sola nau d'uns 15 metres de longitud i 8 d'amplada. Presenta cor alt, sagristies a banda i banda de la capçalera i volta de creueria amb dos arcs perpanys, que exteriorment presenten uns contraforts que formen el pòrtic d'accés.
A la part dreta s'alça la capella de la Mare de Déu del Bon Succés, amb una imatge que no és l'original, la qual va desaparèixer el 1936.
A l'altar major es poden contemplar les imatges de les Santes Àgata i Llúcia, de les quals es té també relíquies.

## Romeria
L'anomenada Romeria de les "Santes", se celebra el primer dissabte del mes de maig, i es tracta d'una tradició que es remunta almenys a l'any 1693. Durant la romeria, la imatge de la Mare de Déu del Bon Succés és traslladada des de l'ermita a la població. Quan cau la tarda, els romers entren a Cabanes on des de 1731 té lloc un acte anomenat "Entrà de Maig" que ve a consistir en una mena de rebuda oficial de la Verge amb cant d'albades, donant-se així inici de les festivitats. La imatge es torna a l'ermita el dilluns següent al diumenge de Pentecosta, romanent mentre a l'església parroquial de la vila. Aquest acte consistent en una nova romeria, finalitza amb una missa a l'ermita i un dia de camp.